# Leistungssportsystem der DDR
Die Sportler des Leistungssportsystems der DDR erlangten seit dem Bestehen der DDR bis zur Wende im September 1989 über 4000 Siege während internationaler Wettkämpfe. Mit dieser Zahl bewegte sich die DDR stets im oberen Drittel der Medaillenränge. Die Leistungsstärke des DDR-Sports wird oft mit einer erhöhten Motivation und dem staatlich verordneten Doping im DDR-Leistungssport erklärt. Andere Faktoren wie das Talentsichtungs- und Auswahlsystem (ESA-System), die aus den Leistungssportbeschlüssen von 1969 hervorgehenden Förderungsstufen, die sportwissenschaftliche Forschung in der DDR sowie politische und gesellschaftliche Rahmenbedingungen spielen ebenfalls eine wichtige Rolle.

## Grundlegende Strukturen der staatlichen Organisation

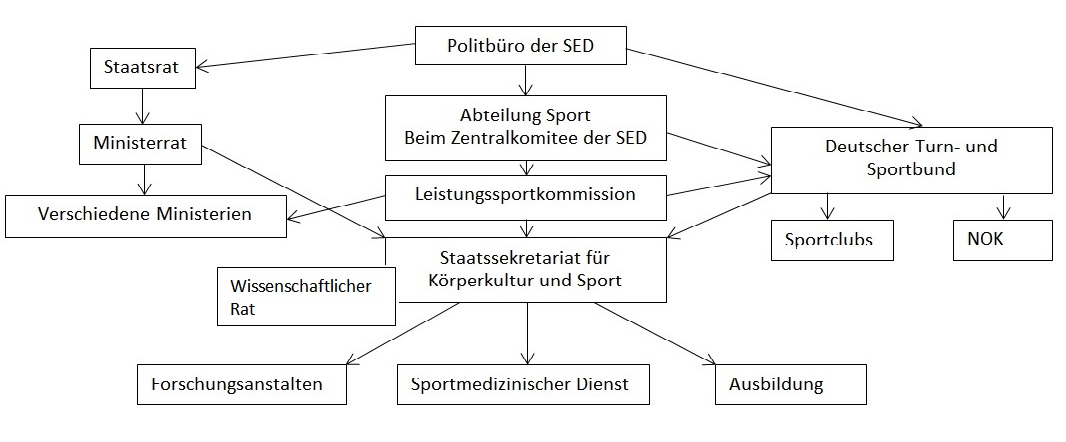
Vereinfachter Aufbau und Zusammenwirkung der DDR Organe im Leistungssport

Dem DDR-Sport standen eine Vielzahl von Organisationen zur Verfügung, welche in unterschiedlicher Weise an der Lenkung und Ausführung des Leistungssports sowie der Förderung beteiligt waren. Das Politbüro der SED war die höchste Instanz und stellte die Leistungsvorgaben auf, welche sich 1969 in den Leistungssportbeschlüssen festsetzten. Als Kontrollgremium entstand Anfang der sechziger Jahre die Abteilung Sport des Zentralkomitees der SED. Die Staats- und Ministerräte wie das Ministerium für Volksbildung, welches unter anderem für den Schulsport zuständig war, hatten ausführende Funktionen, waren allerdings wenig in Entscheidungs- und Erarbeitungsprozesse eingebunden. Das Staatssekretariat für Körperkultur und Sport (StKS) war eines der wichtigsten staatlichen Organisationen. Diesem unterstanden die Forschungs-, Ausbildungs- und Produktionsstätten des DDR-Leistungssports. Die Leistungssportkommission (LSK) war die zweite wichtige Organisation in der DDR. Sie war das Bindeglied zwischen staatlichen und gesellschaftlichen Trägern der Leistungssportförderung, war für die Kooperation zuständig und war nach der SED die höchste staatliche Instanz im Leistungssport.

### Staatliches Komitee für Körperkultur und Sport

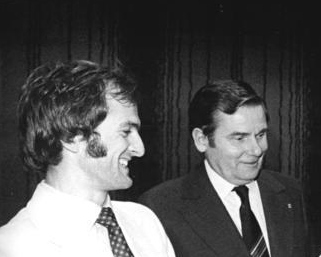
Manfred Ewald (rechts) 1980

Das Staatliche Komitee für Körperkultur und Sport (Stako) wurde 1952 im Zuge der Beschlüsse des dritten Parteitages 1950 und der Parteikonferenz 1952 gegründet. Als erster Vorsitzender wurde Manfred Ewald berufen, der bis 1961 im Amt war und anschließend Präsident des Deutschen Turn- und Sportbundes (DTSB) wurde. Durch die Bildung des Staatlichen Komitees wurde die bis dato führende deutsche Sportorganisation, der Deutsche Sportausschuß (DS), entmachtet und der DDR-Sport zunehmend nach sowjetischem Vorbild zentralisiert. Die Lenkung des Komitees war auf einen Vorsitzenden beschränkt. Mit der Schaffung dieses Lenkungs- und Kontrollorgans hatte die SED ein wesentliches Werkzeug zur Gestaltung hinsichtlich der Konkretisierung und Zentralisierung des Sports in der Hand. Die Mitglieder des Komitees kamen aus verschiedenen gesellschaftlichen und staatlichen Organisationen wie zum Beispiel der Freien Deutschen Jugend (FDJ) oder dem Staatssekretariat für Berufsbildung und Hochschulwesen oder waren Sportwissenschaftler und Trainer.
Die wesentlichen Aufgaben lagen in der Koordination und Steuerung von
- Organisation und Kontrolle des Spiel- und Sportbetriebs,
- Förderung, Anleitung und Kontrolle der Organisationen von Sportforschung, Sportvereinigungen und Sportgemeinschaften,
- Schulung und Einsatz von Fachkräften in allen sportlichen Bereichen,
- Herausgabe von Richtlinien für den Schulsport,
- Koordination der Investitionen für die Sportinfrastruktur.

### Wissenschaftlicher Rat
Dem Stako und folgend dem StKS angegliedert war der Wissenschaftliche Rat. Er wurde 1952 gegründet, hatte eine beratende Funktion für die Entwicklung der Sportwissenschaft inne und wirkte unterstützend beim Aufbau der Körperkultur und Kaderausbildung der DDR. Dem Rat, bestehend aus Ärzten, Trainern und Leistungssportlern, wird ein hoher Wirkungsgrad bei der Durchsetzung der Beschlüsse des Leistungssports, in enger Zusammenarbeit mit dem Stako, zugeschrieben.

### Staatssekretariat für Körperkultur und Sport
Das Staatssekretariat für Körperkultur und Sport (StKS) ist die Nachfolgeorganisation des Stako und übernahm 1970 sämtliche Befugnisse. Das Stako blieb weiterhin als gesellschaftliche Organisation bestehen und verlegte ihr Wirkungsfeld auf den Freizeitsport. Im Leistungssport spielte das Stako keine Rolle mehr. Das Staatssekretariat hatte nun die Aufgabe koordinierend für die Zielerreichung der Pläne zur Verbesserung der Bedingungen für Körperkultur und Sport zu wirken. Dieses bildete neben dem Deutschen Turn- und Sportbund (DTSB) und der Abteilung Sport des Zentralkomitees eine der drei Hauptorganisationen des Leistungssportsystems der DDR. Zumindest formal gab es die Doppelfunktion der Förderung des Breiten- und Spitzensportes. Jedoch ist anhand der zahlreichen, für den Leistungssport wichtigen, unterstellten Institutionen zu erkennen, dass die Orientierung auf dem Gebiet der Leistungssportförderung lag.
Unterstellte Institutionen waren:
- das Forschungsinstitut für Körperkultur und Sport (FKS),
- der Sportmedizinischer Dienst (SMD),
- die Forschungs- und Entwicklungsstelle für Sportgeräte (FES),
- das Generalsekretariat des Wissenschaftlichen Rats,
- das Büro der Sportbautenprojektierung,
- die Zentrale Aufbauleitung.

### Leistungssportkommission
Die Leistungssportkommission (LSK) wurde 1952 gegründet. Ihr wird eine zentrale Bedeutung für den Leistungssport in der DDR zugeschrieben. Die Gründung der LSK wird als erforderliche Maßnahme für die Auswertung der Olympischen Spiele 1960 und zur Vorbereitung der Olympischen Spiele 1964 gesehen. Im Jahr 1965 wurde sie im Zuge der Leistungssportbeschlüsse der alleinigen Führung des Präsidiums des DTSB unterstellt, bevor sie 1967 zur Zentralen Leistungssportkommission der DDR umgebildet wurde. Die Hauptaufgaben waren:
- Organisation der Zusammenarbeit zwischen Trainer, Sportwissenschaftlern und Sportärzten,
- Planung, Leitung, Koordination der Forschung im Bereich Leistungssport,
- Eingliederung der Wissenschaft in den Trainingsbetrieb.

Ab 1967 kam es zu einer Erweiterung der Aufgabenstellung:
- Erstellung der gesamten Grundrichtung Leistungssportforschung und schnelle Umsetzung in der Praxis,
- Entscheidung über Veröffentlichungen in wissenschaftlichen Schriften,
- Entscheidung über die Jahrespläne.

Nach der Neubildung wurde die LSK vom DTSB-Präsidenten Manfred Ewald, welcher ebenfalls Mitglied des Zentralkomitees der SED war, geleitet. Durch die leistungssportspezifischen Aufgaben und die personellen Verflechtungen ist zu erkennen, dass die LSK das oberste staatliche Organ des Leistungssports der DDR war, jedoch wegen der Lenkung durch den DTSB eher eine koordinierende Rolle hatte. Der LSK waren zwei Arbeitsgruppen (AG), die AG für Wissenschaft und die AG für Technik unterstellt.

## Der Deutsche Turn- und Sportbund – Grundlegende Strukturen der gesellschaftlichen Organisation

### Wandel des DDR-Sports
Der Deutsche Turn- und Sportbund wurde am 27./28. April 1957 in Berlin als Dachorganisation des DDR-Sports gegründet. Der erste Präsident war Rudi Reichert. Mit der Gründung der einheitlichen sozialistischen Sportorganisation der DDR vollzog sich eine entscheidende Leitungs- und Strukturänderung im DDR-Leistungssport.

### Struktur unter dem Dach des DTSB
Der DTSB hatte 15 Regionalorganisationen welche wiederum in Stadt-, Stadtbezirks-, bis hin zu den 214 Kreisorganisationen aufgegliedert waren. Eine Großzahl der zuvor bestehenden Betriebssportgemeinschaften, welche bis dato in den Sportvereinigungen organisiert waren, wurden aufgelöst und dem DTSB angegliedert. Für die einzelnen Sportarten, welche zuvor im Deutschen Sportausschuss organisiert waren, entstanden bis 1958 35 Sportverbände wie beispielsweise der Deutsche Fußball-Verband. Damit war der DTSB bis auf die letzte kommunale Ebene durchstrukturiert und hatte nahezu den gesamten DDR-Sportapparat unter sich. Die Sportgemeinschaften, welche wiederum in Sportarten und Sportgruppen aufgeteilt waren, bildeten die Basis des Massensports sowie die Grundlage für die einheitliche Sichtung und Auswahl. Die Sportgemeinschaften bildeten mit den Schulsportgemeinschaften Partnerschaften, um eine reibungslose Überführung der Kinder und Jugendlichen in den Trainings- und Wettkampfbetrieb des DTSB zu gewährleisten. Im Jahr 1985 hatten 88 % der Sportgemeinschaften eine Partnerschaft.

### Entwicklungsvorgaben für die DTSB-Organisationen
Der Turn- und Sporttag der DDR war das höchste Gremium des DTSB. Er wurde vom Bundesvorstand des DTSB einberufen und tagte alle sechs Jahre. Die vom Bundesvorstand vorgelegten Planungsvorgaben wurden durch den Turn- und Sporttag verabschiedet. Die DTSB Organisationen arbeiteten auf der Grundlage von konkreten Jahresplänen, welche aus den Planungsvorgaben resultierten.
Diese Vorgaben betrafen unterschiedliche Bereiche, folgend eine Auswahl:
- Entwicklung des Massensports,
- Kinder- und Jugendsport,
- Lehrlings- und Studentensport,
- Sportabzeichenprogramm der DDR,
- Organisationsentwicklung,
- Internationaler Sportverkehr,
- Leistungssport (galt nur für eingeschränkte Bereiche).

### DTSB als Organ des Leistungssports
„Das Sekretariat des Bundesvorstandes trifft auf der Grundlage der Beschlüsse der Parteiführung der SED alle grundsätzlichen Entscheidungen zum Leistungssport der DDR.“

Das oberste Organ des DDR-Leistungssports war das von Manfred Ewald dirigierte DTSB-Sekretariat. Das Sekretariat bestand aus dem Präsidenten und den Vizepräsidenten. In der wöchentlichen Sitzung wurden die internationalen Ergebnisse der Wettkämpfe mit den Zielvorgaben verglichen. Die Stellung des DTSB lässt sich auch daran erkennen, dass an dieser Sitzung ebenfalls die Leiter des StKs und die der Abteilung Sport des Zentralkomitees teilnahmen. Auch die Vizepräsidenten für Sommer- bzw. Wintersport tagten wöchentlich zusammen mit den Generalsekretären der Sportverbände, welche allesamt im Haus des DTSB ihre Büros hatten. Auch anhand der unterstellten Organisationen des Vizepräsidenten für Sommer- und Wintersport, ist die hierarchische, straffe Führung zu erkennen. Zum Beispiel war dem Vizepräsidenten für Sommersport folgende Organisationen unterstellt:
- Abteilung Sommersport,
- Abteilung Nachwuchsentwicklung und Koordinierung Sommersport,
- Abteilung Informationszentrum,
- Olympische Sommersportverbände,
- Sportclubs mit Sommersportarten,
- Sportschulen.

Dass der DTSB hauptsächlich am Leistungssport ausgerichtet war, zeigt sich weiterhin an der Stellung Manfred Ewalds. Dieser war nicht nur der oberste Funktionär des DTSB, sondern ebenfalls Vorsitzender der LSK, welche dem DTSB untergeordnet war und zur Durchsetzung dessen Interessen gedient hatte. Dies wiederholte sich ebenfalls in den Bezirken, wo der Vorsitzende der DTSB-Bezirksorganisation ebenfalls Vorsitzender der LSK des Bezirkes war. Weiterhin war Ewald Mitglied des Zentralkomitees der SED, der höchsten Instanz der Parteistruktur und war somit weisungsbefugt gegenüber den Ministern. Diese nahezu militärische Stablinienführung ist Grundmodell der SED-Führung und spiegelt sich in den Organen des DDR-Leistungssports ebenfalls wider. Das Streben nach der gesamtheitlichen Lenkung unter der DTSB-Führung ist ebenso in der von Ewald angestrebten „Grundlinie für die perspektivische Entwicklung des Leistungssports der DDR bis zum Jahre 2000“ (Grundlinie 2000) zu erkennen. In dieser forderte er die Verbesserung der Leitung des Leistungssports durch den DTSB zur Steigerung der Leistungssportentwicklung.

## Förderung des Nachwuchsleistungssports

### ESA-System
Das einheitliche Talentsichtungs- und Auswahlsystem (ESA-System) war für die DDR aufgrund der geringen Bevölkerungsgröße und der geforderten Niveauerhöhung des Leistungssport besonders wichtig. In den fünfziger und sechziger Jahren war die Talentsichtung noch durch Trainer des DTSB in Kooperation mit den Sportlehrern abgedeckt. Aufgrund der zunehmenden Förderung des Leistungssports musste eine systematische Talentsichtung und Auswahl erfolgen. Daraus folgend wurde ab 1973 das ESA-System zur Sichtung und Auswahl von Kindern geschaffen. ESA bedeutete, dass der Versuch einer Totalerhebung unternommen wurde. Hierzu wurden Daten bestimmter Altersklassen erfasst. In der ersten Klasse für Sportarten mit frühem Hochleistungsalter wie Turnen oder Sportgymnastik, in der dritten Klasse für alle anderen besonders geförderten Sportarten und in der siebenten und achten Klasse wurde die Größensichtung für Sportarten wie Volleyball durchgeführt. Grundlegend hatte die Talentfindung die folgenden drei Bestandteile:
1. Die sportartspezifische Sichtung in Vorschule und Schule. Hierzu bekamen die Kinder Bewegungsaufgaben, meist in Sportarten die nicht in der Schule unterrichtet wurden.
2. Die Auswertung des Schulsports, der ESA-Daten sowie der Wettkämpfe auf unterer Ebene.
3. Die Beobachtung der Leistungsentwicklung während des Trainings in den Trainingszentren. An dieser Stelle wurden die Kinder bereits gefördert.

Nach der Sichtung erfolgten erste Belastungsproben in den Sportgemeinschaften bis hin zur Delegierung in ein Trainingszentrum (TZ). Bei Eignung waren die nächsten Stufen – entsprechend der Kaderpyramide – die Delegierung in eine Kinder- und Jugendsportschule (KJS) und weiterführend in einen Sportclub.

### Kaderpyramide

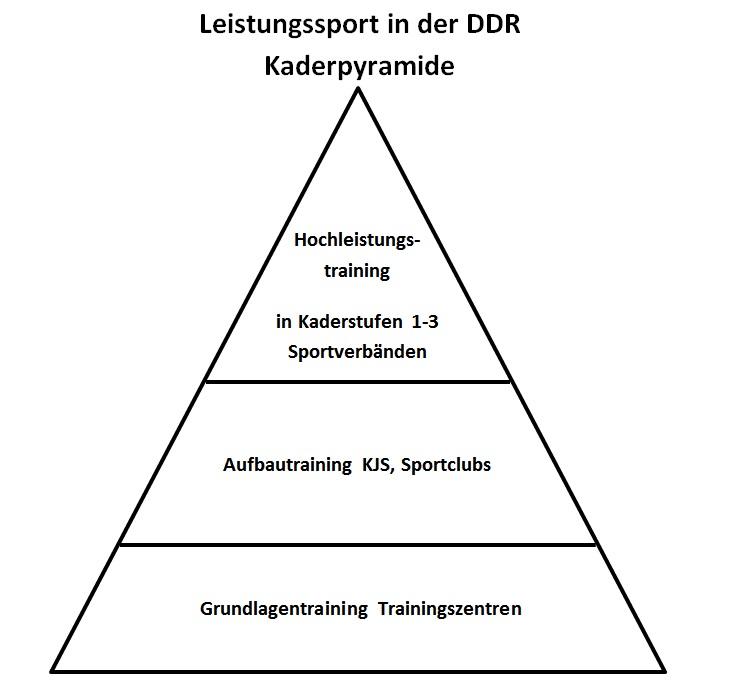
Die Kaderpyramide des DDR-Leistungssports

Der Nachwuchsleistungssport der DDR wurde in drei Förderstufen unterteilt. In der Förderstufe 1 wurden die Kinder und Jugendlichen, die das Probetraining bestanden hatten, in ein TZ delegiert. Jährlich kamen ca. 26.000 Kinder als Basis des Förderungssystems in eines der TZ für die grundlegende Ausbildung. Das leistungsorientierte Training fand drei- bis fünfmal pro Woche statt und die Gesamtausbildungszeit betrug sportartabhängig zwischen drei und fünf Jahren. Die TZ arbeiteten eng mit den Verbänden und Sportclubs zusammen, sodass eine gute Überführung in die nächste Stufe gewährleistet werden konnte. Die Förderstufe 2 beinhaltete das Training in den KJS, in welche die talentiertesten Kinder der ersten Förderungsstufe delegiert wurden. Über die Aufgabe der KJS äußerte sich Ewald wie folgt: „[…] Der Unterschied zu normalen Schulen bestand darin, daß Schule und Training koordiniert waren und das Training Vorrang hatte“ (Manfred Ewald: Ewald, 1974, S. 76). In die Förderstufe 3 kamen nur die besten Sportler. Sie wurden in den Sportclubs zusammengefasst. Die Sportclubs hatten angegliederte Betriebe, in denen die Sportler Arbeits- und Ausbildungsstellen erhielten. Die dritte Förderungsstufe wurde nochmals in drei Kaderstufen eingeteilt, in welche die Sportler je nach Leistung eingeordnet wurden. Wer den Status der Kaderstufe 1 hatte, war meistens Mitglied in der Nationalmannschaft und wurde bei voller Entlohnung von der Berufsausübung befreit. Sportler, welche den Status der Kaderstufe 2 hatten, wurden wöchentlich für 16 Stunden von der Arbeit befreit. Angehörige der Kaderstufe 3 wurden nur zeitweise befreit. Sie waren meist Reservesportler oder Trainingspartner.